# Municipio de Waterford (Dakota del Norte)
El municipio de Waterford (en inglés: Waterford Township) es un municipio ubicado en el condado de Ward en el estado estadounidense de Dakota del Norte. En el año 2010 tenía una población de 2807 habitantes y una densidad poblacional de 29,99 personas por km².

## Geografía
El municipio de Waterford se encuentra ubicado en las coordenadas 48°24′59″N 101°23′9″O / 48.41639, -101.38583. Según la Oficina del Censo de los Estados Unidos, el municipio tiene una superficie total de 93.6 km², de la cual 92.78 km² corresponden a tierra firme y (0.88%) 0.82 km² es agua.

## Demografía
Según el censo de 2010, había 2807 personas residiendo en el municipio de Waterford. La densidad de población era de 29,99 hab./km². De los 2807 habitantes, el municipio de Waterford estaba compuesto por el 76.06% blancos, el 10.51% eran afroamericanos, el 0.75% eran amerindios, el 3.38% eran asiáticos, el 0.18% eran isleños del Pacífico, el 2.17% eran de otras razas y el 6.95% pertenecían a dos o más razas. Del total de la población el 9.26% eran hispanos o latinos de cualquier raza.